# Cleo Madison
Cleo Madison est une actrice, réalisatrice, productrice et scénariste américaine née le 26 mars 1883 à Bloomington (Illinois) et décédée à Burbank (Californie) le 11 mars 1964.

## Biographie
Cleo Madison commence sa carrière avec la Compagnie théâtrale de Santa Barbara en 1910. Mais, dès 1912, retournant en Californie, elle décide de se lancer dans le cinéma. Après plusieurs films comme actrice, elle devient réalisatrice, étant également scénariste de ses propres films. Elle épousa Don Peake en 1916. Madison a réalisé dix-sept films. Elle meurt d'une crise cardiaque en 1964.

## Filmographie

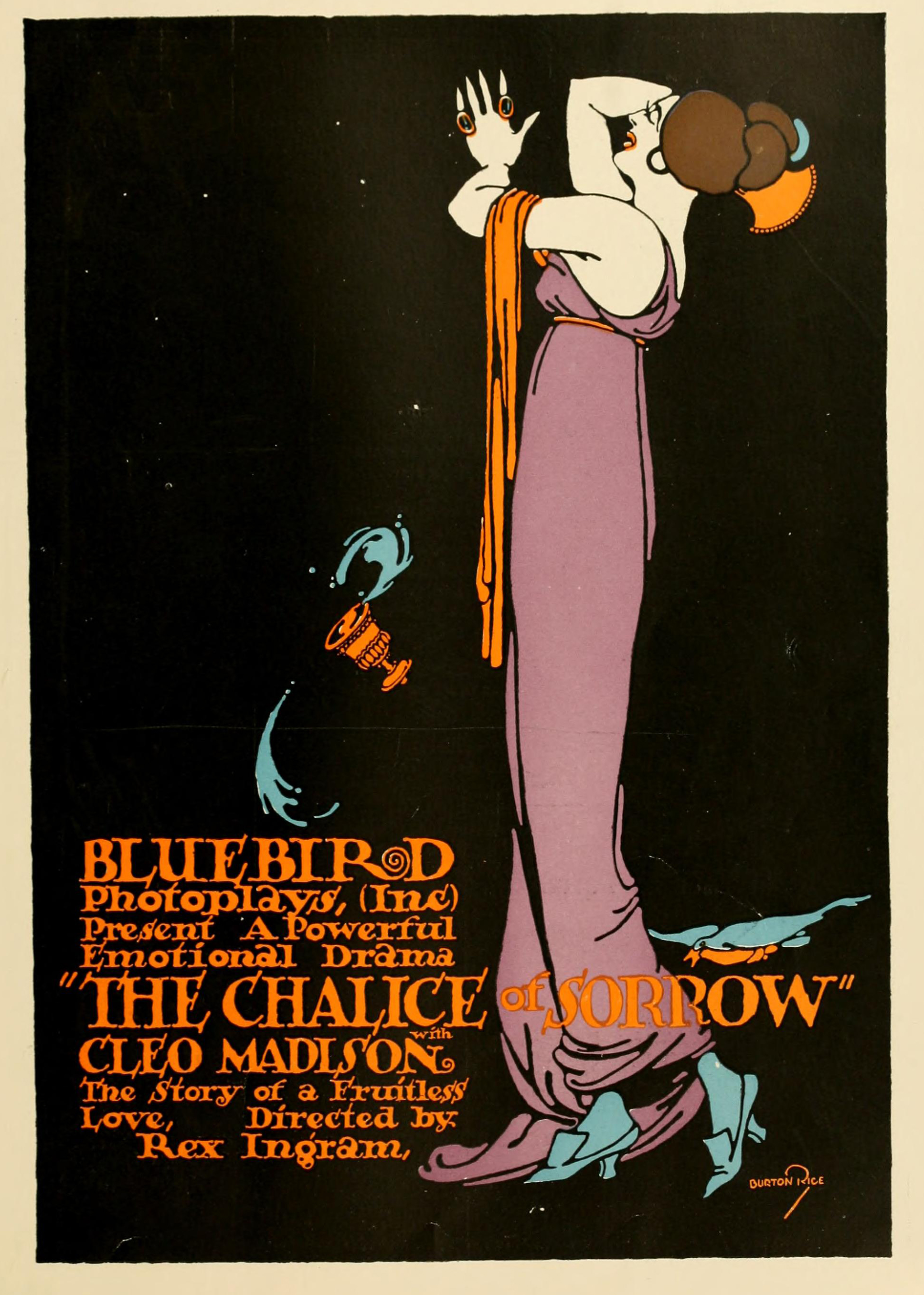
The Chalice of Sorrow, film de Rex Ingram.

### comme actrice
- 1913 : The Trap d'Edwin August
- 1913 : The Buccaneers d'Otis Turner
- 1914 : The Law of His Kind de Frank Lloyd
- 1914 : The Mexican's Last Raid de Frank Lloyd
- 1914 : The Severed Hand (en) de Wilfred Lucas
- 1915 : Alias Holland Jimmy de William V. Mong
- 1916 : Her Bitter Cup de Joe King et elle-même
- 1916 : The Chalice of Sorrow de Rex Ingram
- 1916 : Alias Jane Jones d'elle-même
- 1918 : Le Roman de Tarzan (The Romance of Tarzan)
- 1921 : Ladies Must Live de George Loane Tucker
- 1922 : Le Train rouge (Hearts Aflame) de Reginald Barker
- 1923 : La Folie de l'or (Gold Madness) de Robert Thornby
- 1924 : Le Ravageur (The Roughneck) de Jack Conway
- 1924 : Silence sacré (True as Steel) de Rupert Hughes

### comme réalisatrice
- 1915 : Liquid Dynamite
- 1915 : The Ring of Destiny
- 1915 : The Power of Fascination
- 1916 : Eleanor's Catch
- 1916 : His Return
- 1916 : Her Defiance
- 1916 : A Soul Enslaved
- 1916 : Her Bitter Cup (coréalisateur : Joe King)
- 1916 : Alias Jane Jones
- 1916 : Virginia
- 1916 : When the Wolf Howls
- 1916 : The Crimson Yoke
- 1916 : Priscilla's Prisoner
- 1916 : The Girl in Lower 9
- 1916 : Along the Malibu
- 1916 : Triumph of Truth
- 1916 : To Another Woman

### comme scénariste
- 1916 : Her Bitter Cup
- 1917 : Black Orchids (+ histoire)

### comme producteur
- 1916 : Eleanor's Catch
- 1916 : Her Bitter Cup
- 1916 : Virginia
- 1916 : Alias Jane Jones
- 1916 : When the Wolf Howls